# Lisboa, Cidade Triste e Alegre
Lisboa, cidade triste e alegre (1959) é um livro de fotografia da autoria da dupla de arquitectos e fotógrafos Victor Palla e Costa Martins.
Tendo por tema a cidade de Lisboa e as suas gentes, o livro é considerado uma obra de referência, pioneira da fotografia portuguesa contemporânea. As cerca de duzentas imagens têm associados excertos de poemas de autores portugueses, entre os quais Alexandre O’Neill, Eugénio de Andrade, Jorge de Sena e José Gomes Ferreira.

## Historial
Terminado o curso de arquitetura e depois de trabalharem na profissão durante algum tempo, o interesse pela fotografia levou Victor Palla e Costa Martins a registar a cidade de Lisboa de forma metódica (sobretudo o Bairro Alto e Alfama), captando sítios e gentes. Entre 1956 e 1958, "deixaram de trabalhar e todos os dias – dia e noite – deambularam pela cidade, fotografando, falando, comendo, divertindo-se com pessoas e coisas. Vinham a casa apenas para revelar e ampliar [os negativos]".
Para melhor compreender o trabalho da dupla de autores, é necessário contextualizá-lo no tempo. Segundo Margarida Medeiros, Victor Palla e Costa Martins estavam informados sobre as novas vias da fotografia além fronteiras: "Não viajam porque não têm dinheiro, mas compram revistas internacionais. Conhecem o trabalho de fotógrafos contemporâneos como William Klein ou Robert Frank, que tinham acabado de lançar o 'New York' e 'Os Americanos', pioneiros da nova linguagem para fotografar as cidades".
De uma seleção de 200 fotografias entre as 6000 imagens captadas na sua deambulação por Lisboa resultou uma exposição, apresentada em 1958 na Galeria do Diário de Notícias, Lisboa, e na Galeria Divulgação, Porto. Esse mesmo trabalho está também na origem, no ano seguinte, do livro Lisboa, cidade triste e alegre, considerado uma obra pioneira da fotografia portuguesa contemporânea. Às cerca de duzentas imagens a preto e branco selecionadas para publicação (deliberadamente não identificadas em termos de autoria), Victor Palla e Costa Martins associaram excertos de poemas de autores portugueses, entre os quais Alexandre O’Neill, Eugénio de Andrade, Jorge de Sena e José Gomes Ferreira. Segundo António Sena, essa obra integra uma "surpreendente variedade inconformista de fotografias apaixonadas pelos quotidianos paralelos da cidade e da própria fotografia".
Segundo os próprios autores, esta obra é "[...] o retrato da Lisboa humana e viva através dos seus habitantes – de dia, de noite, nos seus bairros, na Baixa, no Tejo – revelação ora alegre ora triste, mas sempre terna e sentida, da vida de uma cidade. Talvez por isso fosse mais adequado chamar-lhe «poema gráfico» - até porque o arranjo das imagens e a própria composição do livro têm, no seu grafismo, o fluir, a alternância de ritmos, as ressonâncias de uma obra poética".
Editado em fascículos, o livro foi um fiasco editorial. O público foi essencialmente indiferente a esta publicação (hoje considerada uma obra de referência) focando Lisboa e dos seus habitantes, onde o processo fotográfico se associava às preocupações gráficas e cinematográficas: "Deliberadamente se experimentaram as velocidades lentas, os cortes, as sequências, as oposições, as difrações, as sobre-revelações, o alto contraste".
Depois da primeira edição, o livro foi praticamente esquecido, até que, em 1982, António Sena o retirou da sombra através da exposição Lisboa e Tejo e Tudo, na galeria Ether. Nessa altura, juntaram-se muitos dos fascículos que continuavam por encadernar e fizeram-se cerca de 200 cópias. A cotação internacional do livro surgiria depois, associada à sua inclusão em The Photobook: A History, Vol. 1, de Gerry Badger e Martin Parr. A muito aguardada reedição aconteceu em 2009 pela mão de outra dupla de fotógrafos, José Pedro Cortes e André Príncipe, através da editora Pierre von Kleist Editions. Esta nova edição foi feita à total semelhança da primeira, incluindo ainda um suplemento com uma nova introdução de Gerry Badger. 
De 13 de abril a 16 de setembro de 2018 é apresentada no Museu de Lisboa a exposição Lisboa, cidade triste e alegre: arquitetura de um livro, comissariada por Rita Palla Aragão. Paralelamente à exposição, o Jornal Público publicará uma reedição da primeira versão do livro em fascículos.